# Подгайцы (Львовская область)
Подгайцы (укр. Підгайці) — село в Оброшинской сельской общине Львовского района Львовской области Украины.
Население по переписи 2001 года составляло 181 человек. Занимает площадь 0,48 км². Почтовый индекс — 81115. Телефонный код — 3230.

## История
В 1946 г. Указом ПВС УССР хутор Фердинандовка переименован в Подгайцы.